# オジロウチワキジ
オジロウチワキジ（尾白団扇雉、Lophura bulweri）は、キジ目キジ科コシアカキジ属に分類される鳥類。

## 分布
インドネシア、ブルネイ、マレーシア（ボルネオ島固有種）

## 形態
全長56-81cm。翼長オス25.5-26cm、メス22.5-23.5cm。体重オス1.5-1.8kg、メス0.9-1kg。頭頂の羽毛が伸長（冠羽）しない。
顔には羽毛が無く、青い肉垂れ状の皮膚が露出する。嘴の色彩は黄色がかった白色。後肢の色彩は青みがかった灰色。
卵は長径5cm、短径4cmで、ピンク色を帯びた淡黄色の殻で覆われる。
オスは先端が青の黒い羽毛で被われる。尾羽は長く、尾羽の色彩は白い。また青い肉垂れがより大型で、虹彩が赤褐色。メスは褐色の羽毛で被われる。尾羽は短く、尾羽の色彩は赤褐色。また青い肉垂れがより小型で、虹彩が赤い。

## 生態
標高1,500m以下にある森林に生息する。
食性は雑食で、果実や昆虫などを食べる。
繁殖形態は卵生。6月に尾羽を広げて求愛する様子が観察された例がある。11月に木の根元で巣が発見された例があり、1回に3-8回の卵を産む。飼育下での抱卵期間は24-25日。

## 人間との関係
開発による生息地の破壊、乱獲などにより生息数は減少している。インドネシアでは法的に保護の対象とされているが、特別な保護対策は行われていない。